# Adolf Phalén
Adolf Krister Phalén, född 19 januari 1884 i Tuna socken, Kalmar län, död 16 oktober 1931 i Uppsala, var en svensk filosof. Han var en av Axel Hägerströms lärjungar och grundade med honom Uppsalafilosofin som fick ett stort inflytande för det svenska tänkandet och även rättsfilosofin (Uppsalaskolan).

## Biografi
Adolf Phalén var son till kaptenen Karl Krister Phalén och Elina Mathilda Lundberg. Han avlade mogenhetsexamen i Stockholm 1902, och inskrevs därefter vid Uppsala universitet. I Uppsala studerade han först juridik innan han i stället började med filosofi. Han doktorerade 1912 med avhandlingen Das Erkenntnisproblem in Hegels Philosophie för vilken han även erhöll en docentur i teoretisk filosofi samma år. Han blev professor i samma ämne 1916 och var verksam som detta till sin död 1931.
Den filosofiska debatten präglades av en strid mellan boströmianer och den oppositionella linje Phalén intog, vilken hade initierats av Pontus Wikner (till en del), Erik Olof Burman och Axel Hägerström. Oppositionen utgick från studier av Immanuel Kant, kritiserade boströmianerna för idealism, metafysiska spekulationer och subjektivism samt förespråkade realism, begreppsanalys, logik, dialektisk metod och värdenihilism. En annan som påverkade Phalén, och kanske så i högre grad, var fenomenologins grundare Edmund Husserl.
En handling som Phalén blivit uppmärksammad för, är att han kritiserade några formuleringar i Albert Einsteins relativitetsteori, vilka han publicerade i Ueber die Relativität der Raum- und Zeitbestimmungen (1922), där han även framställer en egen definition av tid; tid var för Phalén något relativt i likhet med ord som ”jag” och ”här”. Kritiken mot relativitetsteorin har blivit omstridd.
Fastän tydligt influerad av Hägerström, lägger Phalén aldrig fram någon egen systematisk åskådning. Hans fält var framförallt begreppsanalysen genom vilken han kritiserade och vädrade de nedärvda teorierna och metoderna. Hans största bidrag till Uppsalafilosofin var kritiken av den äldre skolans subjektivism. I mycket verkar han vara påverkad av de samtida filosofiska skolorna i Cambridge och Wien. Huruvida han påverkats av Cambridgefilosofen George Edward Moores begreppsanalytiska program från de första åren under 1900-talet är svårt att veta, men vid en jämförelse är Moores formuleringar avsevärt klarare än vad Phalén förmådde senare. Cambridgefilosofin, senare benämnd logisk empirism eller logisk positivism med företrädare som Bertrand Russell, blev ledande inom filosofin från omkring 1920-talet, där "Uppsalafilosofin" var namnet på den inhemska riktningen, i Sverige dock mindre anknutet till matematiken. Samtidigt blev Phalén något motvilligt en kulturpersonlighet som ofta figurerade i media.
Bland lärjungar och inspirerade märks Konrad Marc-Wogau, Ingemar Hedenius och Anders Wedberg.
Adolf Phalén är begravd på Uppsala gamla kyrkogård.
Han var från 1909 gift med Elsa Margaretha Wahlin.